# كأس بلغاريا 2006–07
كأس بلغاريا 2006–07 (بالبلغارية: Купа на България по футбол 2006/07)‏ هو موسم من كأس بلغاريا. أشرف على تنظيمه اتحاد بلغاريا لكرة القدم، وفاز فيه ليفسكي صوفيا.